# Токугава Ёсинобу
Князь Токугава Ёсинобу (яп. 徳川 慶喜, 28 октября 1837 — 22 ноября 1913) — 15-й и последний сёгун Японии из династии Токугава, известен также как сёгун Кэйки. Период правления: 10 января 1867 — 3 января 1868 года. Пытался провести реформы в Японии, при этом, в отличие от своих соперников, которые ориентировались на Великобританию и США, Токугава ориентировался на Францию.
Свергнут в конце 1867 года в ходе Реставрации Мэйдзи, после поражения в войне Босин (1868—1869) сторонников реставрации сёгуната ушёл в отставку. Преследованиям не подвергался, однако полностью отказался от участия в публичной жизни. Увлекался охотой, стрельбой из лука, фотографией и ездой на велосипеде.
В 1902 году Император Мэйдзи дал ему право основать собственный дворянский род и присвоил ему высший титул князя (ко: сяку) за преданную службу Японии. С 1902 года также был депутатом верхней палаты Императорского парламента Японии.

## Молодость
Токугава Ёсинобу родился 28 октября 1837 года в городе Эдо (современный Токио). Его отец, Токугава Нариаки (1800—1860), был правителем Мито-хана (1829—1844) и родственником 12-го сёгуна Токугавы Иэёси. После учёбы в школе Кодокан в Мито в 1847 году Ёсинобу стал главой рода Токугава ветви Хитоцубаси(яп. 一橋). Его матерью была Ёсико, дочь принца крови Арисугава.
В 1853—1854 годах, во время прибытия эскадры коммодора США Мэттью Перри в Японию, Ёсинобу был одним из претендентов на должность 14-го сёгуна. Его поддерживала партия реформаторов во главе с Мацудайра Ёсинагой. Соперником Ёсинобу был представитель консервативной партии и правитель Кии-хана Токугава Ёситоми (Иэмоти). Последний опирался на многочисленных вассалов сёгуната категории фудай. Ёсинобу имел большие шансы на победу в борьбе за титул наследника, но проиграл. Причиной поражения было внезапное назначение в 1858 году консерватора Ии Наосукэ на должность председателя сёгуского правительства, который заставил больного 13-го сёгуна Токугава Иэсаду выбрать кандидата, выгодного консервативной партии.
В 1858 году, после того как Ии Наосукэ без разрешения императора заключил с США неравноправный договор «о дружбе и торговле», Ёсинобу вместе с отцом Токугава Нариаки и правителем Овари-хана Токугавой Ёосикацу выразили свой протест против такого самовольного решения. В ответ Ии посадил под домашний арест и начал репрессии Ансэй против своих политических оппонентов. Однако в 1860 году тиранический чиновник был убит (зарезан) оппозиционерами, после чего репрессии прекратились, а Ёсинобу выпустили. Последний вошёл в сёгунское правительство и совместно с императорским послом Охара Сигетоми и правителем Сацума-хана Симадзу Хисамицу начал реформы.

## Сёгунат
В 1863 году Ёсинобу вместе с главой правительства Мацудайрой Ёсинагой прибыли в Императорский дворец в Киото с целью получить разрешение на открытие страны для иностранцев. Из-за позиции радикально настроенных придворных аристократов переговоры зашли в тупик, оба правительства были вынуждены вернуться в Эдо. Однако после инцидента 30 августа 1863 года радикалы были изгнаны из столицы силами умеренной партии, после чего Ёсинобу повторно вызвали к императору и назначили его младшим советником. Такие же посты получили Мацудайра Катамори, Мацудайра Ёсинага, Ямаути Тоёсиге, Дате Муненари. Мнения Ёсинобу касательно реформирования сёгуната отличались от взглядов других советников, поэтому в 1864 году он сложил с себя полномочия советника. Взамен он получил должность председателя охраны Императорского дворца, на котором проявил себя во время инцидента возле ворот Хамагури.
В 1866 году в ходе неудачной второй карательной экспедиции в Тёсю умер 14-й сёгун Токугава Иэмоти. 10 января 1867 года его сменил Ёсинобу, став 15-м сёгуном сёгуната Эдо. Он начал реформы войска на французский манер, а также начал преобразования в системе управления сёгуната. Однако времени для воплощения своих замыслов у Ёсинобу уже не было. 9 ноября 1867 года под давлением окружения он вернул государственную власть в Японии императору. Ёсинобу планировал, что император создаст новое правительство в форме коллегии даймё различных ханов, в которой ведущая роль и должность премьер-министра будет принадлежать роду Токугава.

## Реставрация Мэйдзи
Планы сёгуна перечеркнула радикальная оппозиция. 3 января 1868 года она захватила власть при императорском дворе, провозгласила «Указ о реставрации императорского правления», отменила сёгунат и саму должность сёгуна. Оппозиционеры сформировали новое японское правительство, которое лишило Ёсинобу всех титулов и рангов, и потребовали вернуть в императорскую казну большую часть владений Токугава. Экс-сёгун проигнорировал эти требования, а его сторонники попытались захватить Киото, оплот оппозиции. В боях при Тоба и Фусими войска нового императорского правительства разбили силы Ёсинобу. Последний бежал в Эдо, резиденцию сёгуната. Отклонив предложение французского посла Мишеля Леона Роша о повторном выступлении против правительства, Ёсинобу перебрался в монастырь Канъэйдзи в Уэно и заявил о своей капитуляции. После бескровного взятия замка Эдо правительственными войсками по требованию императора он передал главенство в роде Токугава малолетнему Камэноскэ и был переведён под домашний арест в городе Сидзуока.
В 1869 году Ёсинобу освободили, а через 3 года вернули часть привилегий. В 1902 году его включили в состав новой японской аристократии кадзоку, ему был пожалован титул косяку (князя) и место в Палате пэров парламента Японии. Однако после ликвидации сёгуната Ёсинобу потерял интерес к политике и занимался только своими хобби: фотографией, охотой, игрой в го. В 1910 году он сложил с себя депутатство и 22 ноября 1913 года скончался в 76-летнем возрасте от простуды.